# Martín Pérez de Ayala

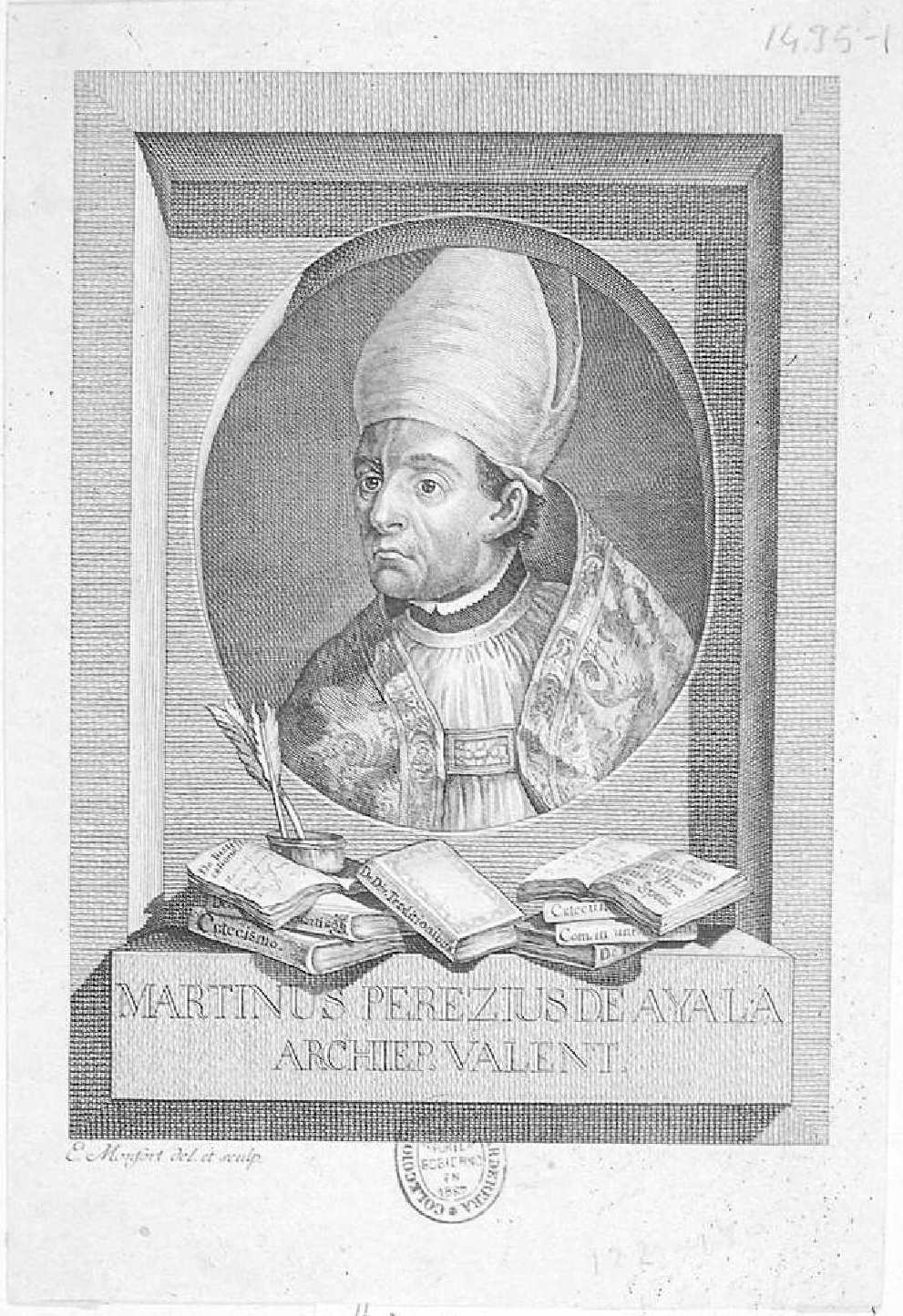
Martín Pérez de Ayala, por Manuel Monfort y Asensi. Aguafuerte y buril. Inscripción: «MARTINUS PEREZIUS DE AYALA / ARCHIEP. VALENT». Firmado: E[mmanuel]. Monfort del. et sculp. Biblioteca Nacional de España.

Martín Pérez de Ayala (Segura de la Sierra, Jaén, 14 de noviembre de 1504-Valencia, 5 de agosto de 1566) fue un eclesiástico y teólogo español especializado en gramática y humanidades que participó en el Concilio de Trento. Fue nombrado obispo de Guadix (1548-1560) y de Segovia (1560-1564), y finalmente arzobispo de Valencia (1564-1566).

## Biografía
Él mismo escribió su autobiografía, aunque solo la imprimió Manuel Serrano y Sanz en 1905. Tras aprender latín y gramática en la cercana villa de Yeste (Albacete), a los catorce años marchó a la Universidad de Alcalá en cuyo colegio de San Eugenio completó la gramática y estudió súmulas, teniendo por maestro a Fernando de Encina. Se graduó de bachiller en Artes en 1525 y tomó los hábitos de la Orden Militar de Santiago el 16 de julio de ese mismo año en Uclés; tres años después la Orden lo mandó con otros compañeros de la misma a la Universidad de Salamanca, donde escuchó a Francisco de Vitoria explicar la Secunda Secundae; aunque al año siguiente hubo de regresar a Alcalá prosiguiendo su formación filosófica y teológica entre otros junto a Juan de Medina, hasta que en 1532 licenció y recibió el grado de maestro en Artes (16 de octubre y 5 de noviembre). De inmediato marchó a Granada porque su arzobispo, Gaspar de Ávalos, quería que regentara una cátedra de Artes; para ese cometido escribió sus Comentarios a los universales de Porfirio, y después desempeñó otra cátedra de teología según las doctrinas nominalistas de Gabriel Biel que había recibido de su maestro Juan de Medina. En Granada también se licenció y doctoró en teología el 24 y el 25 de agosto de 1538.

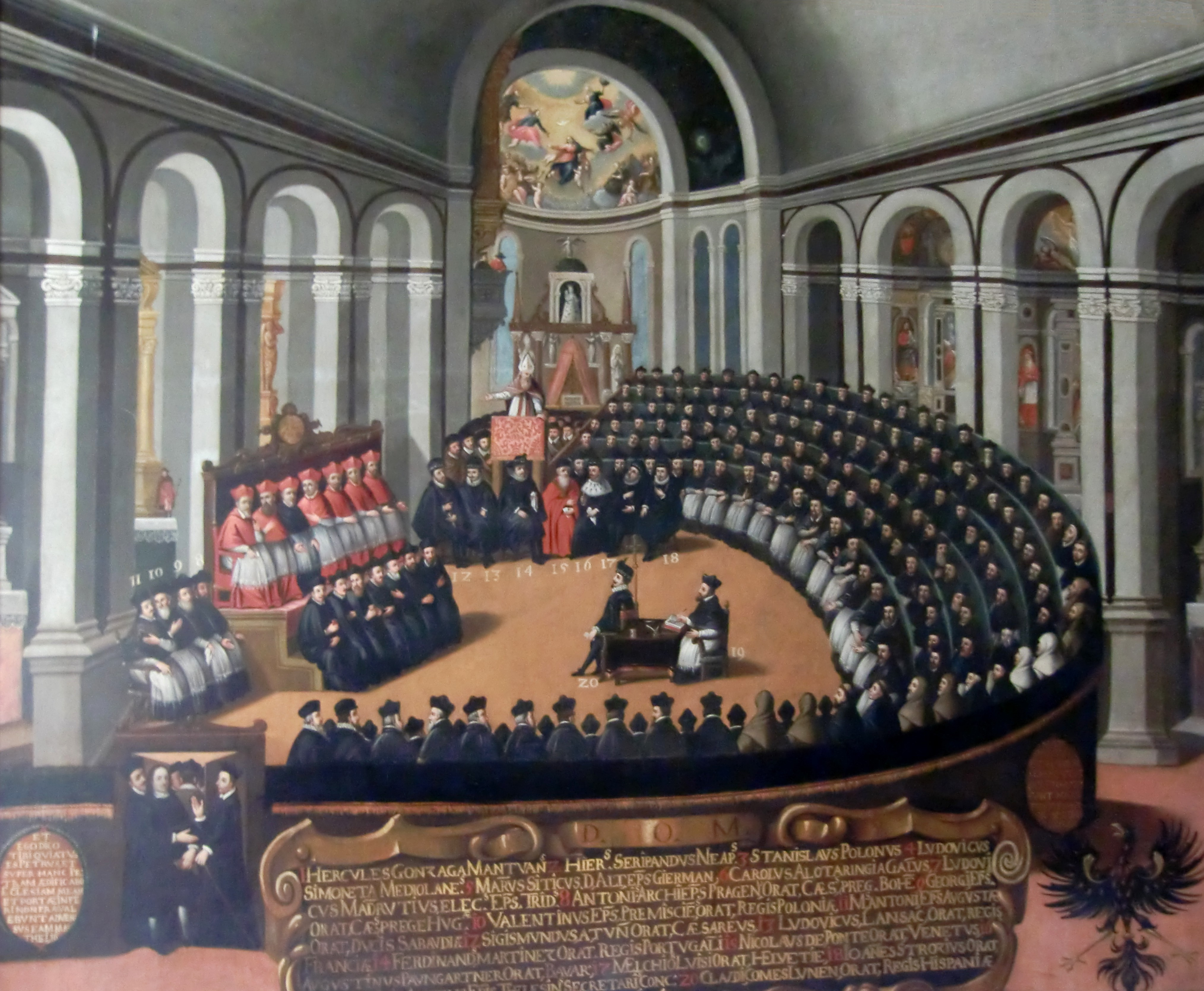
Concilio de Trento, al que asistió junto con el obispo de Jaén.

En 1540 el obispo de Jaén Francisco de Mendoza lo llamó a su diócesis como confesor y vicario general. Tres años más tarde fue con él en el séquito imperial al Concilio de Trento; pero como no terminaba de iniciarse, aprovechó para viajar a Lovaina, donde perfeccionó sus conocimientos de hebreo y griego y se informó sobre la teología protestante; estos conocimientos llamaron la atención del emperador Carlos V, quien lo tomó como consejero en teología y por esa época escribió De tratidionibus divinis et apostolicis. Empezado ya el concilio en 1545 tomó parte en varias sesiones; a fines de agosto de 1546 intervino en la sesión de justificatione y rechazó por completo la teoría seripandiana de la justicia imputativa.

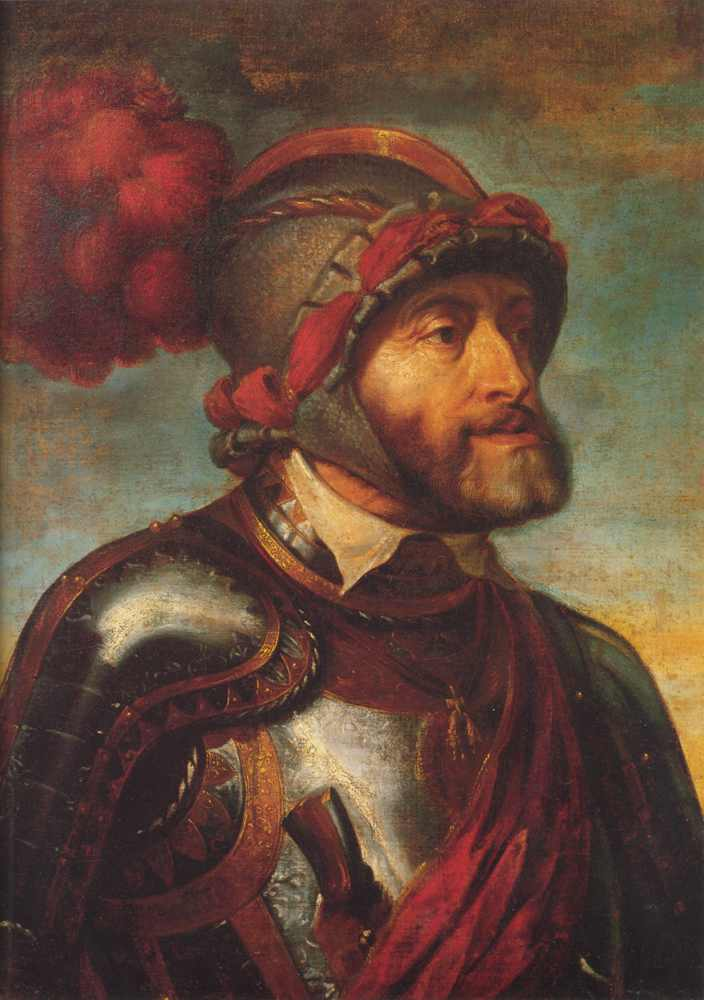
Retrato del emperador Carlos V, rey de España, quien lo nombró consejero en teología por sus conocimientos sobre la reforma protestante.

El 16 de mayo de 1548 fue preconizado obispo de Guadix y tomó posesión el 30 de enero de 1549, introduciendo las nuevas directrices del Concilio; regresó a Trento y se opuso a la suspensión decretada en abril de 1552; de nuevo en España, Felipe II le encargó en 1560 visitar el Consejo de Órdenes, que entonces estaba en Toledo, e intervino en las deliberaciones cortesanas sobre la reanudación del Concilio; lo recompensó Felipe II proponiéndolo para la mitra de Segovia, no se negó y tomó posesión de ella al año siguiente.
De nuevo participó en Trento sobre el problema protestante; en España sin embargo tenía problemas con la nueva diócesis de Segovia; desde su cargo de obispo se enfrentó duramente con el cabildo catedralicio llegando incluso a ordenar la encarcelación en el castillo de Turégano y en la cárcel de Fuentepelayo del escribano y del notario de la catedral. Finalmente, en 1564, fue elegido arzobispo de Valencia; se preocupó entonces de evangelizar a los moriscos conversos publicando un catecismo bilingüe (tan literal, sin embargo, que resulta incomprensible, según Roque Chabás, su editor moderno en 1911) en dialecto árabe valenciano para que conociesen la doctrina cristiana; su segunda edición en 1599, a instancias del arzobispo y patriarca de Antioquía Juan de Ribera, fue por ello corregida; falleció en 1566 y sus restos reposan en la catedral de Valencia.
Su obra más destacada es "De Divinis, apostolicis, atque eclesiasticis tradicionibus, deuqe autoritata ac vi carum sacrosacta adversetines seu libro decem" y otras obras suyas son "Connmentaria in Universalia Porphyrii", "Compendio de las obligaciones y votos de los caballeros de Santiago" o "Compendio para examinar la conciencia". En cuanto a sus comentarios a Porfirio, ya al fin de su vida (1566) escribió lo siguiente en su autobiografía:
«Leí a Aristóteles casi todo con la curiosidad que se sufría, no dejando de cumplir con la sofistería metafísica que entonces se usaba con jactura de ingenios; apliqueme hasta la indignidad de libros que había y la mucha variedad de ellos para leer en el curso y escribí con grandísimo trabajo unos Comentarios, cuestiones sobre los Universales de Porfirio, donde allende la germana inteligencia del texto, que proseguí lo mejor que pude, en las cuestiones me metí mucho y procuré ingerir los principios de las sectas que entonces se usaban en las escuelas, es a saber, de tomistas, escotistas y nominales. Fue libro muy acepto y bien trabajado, y fuéralo más si escribiera diez o veinte años atrás, cuando más prevalecían las metafísicas y abstracciones y compuestos metafísicos».

## Obras

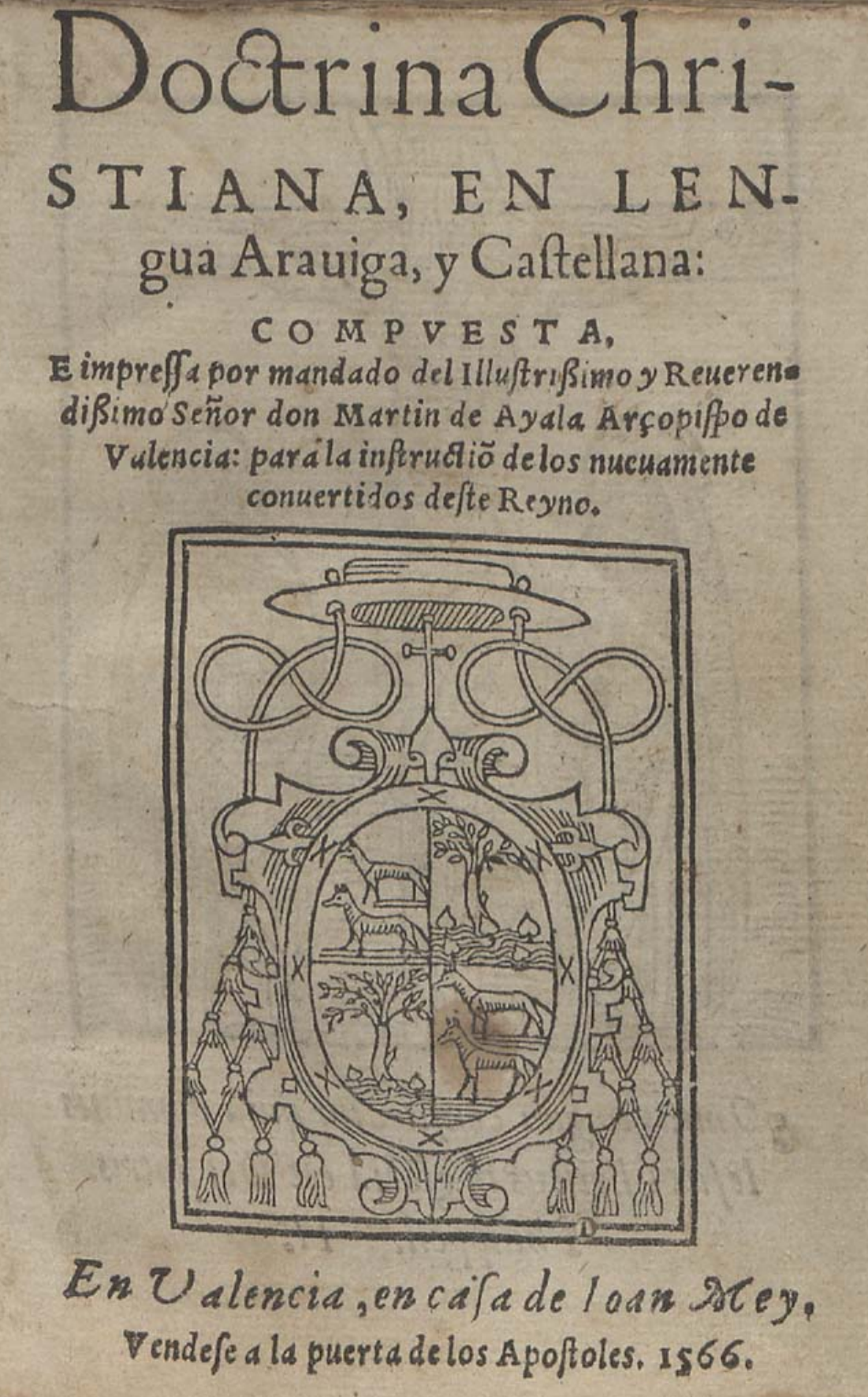
Portada de Doctrina cristiana en árabe andalusí (1556), una de sus obras más importantes, que trata sobre la teología cristiana dirigida a moriscos y cristianos nuevos.

- Avisos para bien morir. Milán, 1552.
- Breve compendio para bien examinar la conciencia en el juicio de la confesión sacramental. Agora nuevamente corregido y añadido. Valencia: Juan Mey, 1582; otras ed. Pamplona, 1612; Valencia: Juan Mey, 1567 y Valladolid, 1604.
- Doctrina cristiana en lengua arábiga-castellana compuesta e impresa por mandato del Ilustrísimo y Reverendísimo Señor D. Martín Pérez de Ayala, Arzobispo de Valencia, para instrucción de los nuevamente convertidos del Reyno. Valencia: Juan Mey, 1556; publicada luego con el título Catecismo para instrucción de los nuevamente convertidos en moros. Valencia: Pedro Patricio Mey, 1599.
- Compendio declaración de lo que son obligados a guardar los caballeros de la Orden de Santiago... Milán, 1552.
- Concilium Valentiae celebratum anno MDLXV. Valencia: Pedro Patricio Mey, 1565.
- De Divinis, Apostolicis, atque Ecclesiasticis traditionibus, deque authoritate ac viearum sacrosancta assertiones, seu libri decem. Colonia: Herederos de Juan Quentel, 1560; otras ediciones: Coloniae: Gasparem Genneperum, 1549; París: S. Juliano, 1562; Valencia: Benito Monfort, 1726; Venecia, 1551.
- Dilucidarum quaestionum super quinque universalia Porphyrii iuxta tres vias in scholis receptissimas cum textu ipsius explanatione. Granada, 1537.
- Discurso de la vida del Ilustrísimo y Reverendísimo Señor D. Martín Pérez de Ayala... Buenos Aires-México: Espasa-Calpe, 1947; otras ediciones, en: Manuel Serrano y Sanz, Autobiografías y memorias de españoles de los siglos XVI y XVII. Madrid: Bailly-Bailiere, 1905, p. 211-238.
- Doctrina cristiana para los que entienden ya algo más de lo que a los indios se les suele enseñar comúnmente por modo de diálogo. Milán, 1554.
- El catecúmeno cristiano instruido. Milán, 1552.
- Vida y hechos de Fray Pedro Alfonso, caballero de Santiago y Prior de Uclés y San Marcos de León. Ms.